# Hokuto, Hokkaidō

Hokuto (北斗市 Hokuto-shi?) este un municipiu din Japonia, prefectura Hokkaidō.